# Église Sainte-Anne de Polangis
Pour les articles homonymes, voir Église Sainte-Anne.
L'église Sainte-Anne de Polangis est une église catholique du quartier de Polangis à Joinville-le-Pont, en France. Elle est consacrée à sainte Anne, mère de la Vierge Marie.

## Localisation
L'entrée de l'église est située 66, avenue Oudinot à Joinville-le-Pont, dans le Val-de-Marne. 

## Historique
Les terrains de la rive gauche de la Marne à Joinville-le-Pont, jusque-là terres agricoles, sont aménagés à partir de la seconde moitié du dix-neuvième siècle. Le porcelainier Jean-Marie Gille commercialise en lots sous le nom de « Villa Palissy » la partie la plus au sud. Le quartier de Polangis commence à être aménagé dans les années 1880 avec la création de guinguettes, puis le lotissement du parc de l’ancien château. L’installation des usines Jougla et la création des studios Pathé renforceront l’importance de ces quartiers, en  leur donnant une spécialité cinématographique.
Une chapelle est construite en 1907 sous le nom de Sainte-Anne de Polangis. Elle est desservie par un vicaire et surnommée « la chapelle des usines » puis, en 1908, on l’agrandit. 
La chapelle est érigée en église paroissiale le 19 juin 1910, lors de la division de la paroisse Saint-Charles-Borromée. En 1914, on compte 153 enfants fréquentant le catéchisme dans le cadre de la nouvelle paroisse, tandis qu’il y en a 114 dans celle de Saint-Charles.
Entre 1936 et 1938, l’église accueille des messes pour les morts du cinéma, célébrées en présence du cardinal Verdier . Cependant, la dernière de ces cérémonies fut célébrée en l'église Saint-Charles de Joinville.
En 1937, la commune de Joinville-le-Pont est considérée, en France, comme la « patrie du cinéma ». Sous l’impulsion du cardinal Verdier, un projet est alors lancé pour remplacer l'église Sainte-Anne par une construction plus importante sur le même emplacement, dédiée à Notre-Dame du Cinéma. Une souscription mondiale est lancée à cet effet. Le cardinal Verdier explique le projet au cours d’une visite aux studios de Joinville le 10 mai 1937 : « Parce qu'il touche l’âme des foules, le cinéma est un art et une force qui me préoccupent.  J'aimerais que le cinéma ait son église et que cette église s'élevât au centre de la cité même du cinéma, à Joinville ». Du fait de la guerre, le projet n’aura pas de suite.
En 1999, les deux paroisses de Joinville-le-Pont sont rassemblées sous l’autorité d’un seul curé. 
En 2010, après une rénovation, l’église se dote d’un nouveau parvis

## Architecture
L'église Sainte-Anne de Polangis est construite en briques rouges. Elle est constituée d'une nef centrale percée de fenêtres classiques à croisées. Deux bas-côtés latéraux, ajoutés en 1908, ont pour éclairage des oculi. La porte d'entrée est surmontée d'un petit auvent. Un campanile recouvert d'ardoises s'élève sur le toit de l'église, au-dessus de la façade. Les vitraux représentent des scènes du Nouveau Testament.